# Camillina fiana
Camillina fiana är en spindelart som beskrevs av Norman I. Platnick och Murphy 1987. Camillina fiana ingår i släktet Camillina och familjen plattbuksspindlar. Inga underarter finns listade.